# Scutellaria dumetorum
Scutellaria dumetorum là một loài thực vật có hoa trong họ Hoa môi. Loài này được Schltdl. miêu tả khoa học đầu tiên năm 1832.